# 다카오카 도시나리
다카오카 도시나리(일본어: 高岡 寿成, たかおか としなり, 1970년 9월 24일~)는 일본의 육상 선수로 주 종목은 장거리달리기와 마라톤이다. 2002년부터 2018년까지 남자 마라톤 아시아 기록을 보유했다.

## 경력
교토부 야마시로정 출신이다. 1993년에 버펄로에서 열린 1993년 하계 유니버시아드에서 14분 06.21초의 기록으로 모로코의 할리드 하누시와 러시아의 세르게이 페도토프의 뒤를 이어 5000m 부문 동메달을 획득했다.
1994년 히로시마에서 열린 1994년 아시안 게임에서 금메달 2개를 획득했다. 그는 5000m 부문에서 13분 38.37초의 대회 신기록으로 카타르의 아흐마드 이브라힘 와르사마와 중국의 쑨리펑을 제치고 금메달을 획득했고, 10000m 부문에서도 28분 15.48초의 대회 신기록으로 대표팀 동료인 히라쓰카 준과 사우디아라비아의 알리안 알카흐타니을 누르고 대회 2관왕에 올랐다.
1996년 6월 애틀랜타에서 열린 1996년 하계 올림픽 10000m 경기에 참가했으며 예선에서 12위를 기록하며 결선 진출에는 실패했다. 
2000년에는 시드니에서 열린 2000년 하계 올림픽에 참가하여 10000m 경기에서 27분 40.44초의 기록으로 7위에 올랐으며 5000m 경기에서 15위를 했다. 2001년부터 마라톤 선수로 활동하기 시작했으며, 그 해 12월에 후쿠오카 마라톤을 통해 마라톤 첫 국제 경험을 가졌다. 2002년에는 시카고 마라톤에서 2시간 06분 16초의 기록으로 마라톤 아시아 신기록을 수립했다. 이 기록은 2018년 2월에 시타라 유카에 의해 기록이 갱신되었다.
2005년 헬싱키에서 열린 2005년 세계 선수권 대회 남자 마라톤에서 4위를 했다. 그는 같은 해에 열린 도쿄 국제 마라톤 대회에서 우승했다.